# Edmond de Goncourt
Edmond Louis Antoine Huot de Goncourt, mais conhecido como Edmond de Goncourt (26 de maio de 1822 – 16 de julho de 1896) foi um escritor francês, autor de um diário íntimo escrito a quatro mãos com seu irmão Jules (1830-1870), estudos críticos sobre arte e personalidades do século XVIII, romances e peças de teatro. Após a morte de seu irmãos Jules, Edmond continuou a escrever romances, alcançando grande visibilidade no campo literário francês. No fim de sua vida, deixou registrado em testamento o desejo de que fosse criada a Academia Goncourt, cujo primeiro presidente seria seu amigo Alphonse Daudet. Hoje, a Academia Goncourt premia anualmente com Prêmio Goncourt os escritores que se fazem notar no meio literário, cujo romance tenha sido publicado por uma editora francófona.  

## Obras escritas com seu irmão Jules entre 1851 e 1869
- 1851: En 18...
- 1851: Mystères des théâtres
- 1851: La Lorette
- 1854: La Révolution dans les mœurs
- 1854: Histoire de la société française pendant la Révolution
- 1855: Histoire de la société française pendant le Directoire
- 1855: La Peinture à l'exposition de 1855
- 1856: Une voiture de masques (a edição revisada de 1876 voltaria ser editada com o título  Quelques créatures de ce temps)
- 1856: Les Actrices
- 1857: Sophie Arnould, d'après sa correspondance et ses mémoires inédits
- 1857: Portraits intimes du dix-huitième siècle, primeira série
- 1858: Portraits intimes du dix-huitième siècle, segunda série
- 1858: Histoire de Marie-Antoinette
- 1859: Les Saint-Aubin, 1er fasciculo de L'Art du dix-huitième siècle
- 1860: Les Hommes de lettres (uma nova ed. voltaria a ser editada com o título Charles Demailly em 1868)
- 1860: Les Maîtresses de Louis XV, 2 volumes
- 1861: Sœur Philomène
- 1862: La Femme au dix-huitième siècle
- 1864: Renée Mauperin
- 1865: Germinie Lacerteux
- 1866: Henriette Maréchal
- 1866: Idées et sensations
- 1867: Manette Salomon, 2 volumes
- 1869: Madame Gervaisais

## Obras escritas com seu irmão Jules entre 1873 e 1894 publicadas postumamente
- 1873: Gavarni, l'homme et l'œuvre
- 1873: La Patrie en danger, drama en cinco atos. Com um [réfacio de Edmond
- 1873-4: L'Art du dix-huième siècle, segunda ed. revista e aumentada, prefácio de Edmond, 2 volumes
- 1878: La Du Barry]', nova ed. revista e aumentada. Primeira ed. separada do livro III (tomo II) de Maîtresses de Louis XV
- 1878: Madame de Pompadour, nova ed. revista e aumentada do livro II (tomos I et II) de Maîtresses de Louis XV
- 1879: La Duchesse de Châteauroux et ses sœurs, nova ed. revista e aumentada, primeira ed. separada, em parte original, do livro I do tomo I de Maîtresses de Louis XV
- 1881-2: L'Art du dix-huitième siècle, 3 volumes
- 1881-3: L'Art du dix-huitième siècle, ed. de luxo
- 1884: En 18..., segunda ed.. Restabelecidos entre aspas as passagens suprimidas da ed. de 1851. Precedido de Histoire d'un premier livre, por Edmond.
- 1885: Lettres de Jules de Goncourt, ed. publicada com anotações por Edmond
- 1886: Pages retrouvées. A ed. retoma os textos aparecidos em Paris en 1852, mais em parte original
- 1887: Journal des Goncourt, Mémoires de la vie littéraire. Primeiro volume (1851-1861)
- 1887: Journal des Goncourt, Mémoires de la vie littéraire. Segundo volume (1862-1865)
- 1888: Préfaces et manifestes littéraires
- 1888: Journal des Goncourt, Mémoires de la vie littéraire. Terceiro volume (1866-1870)
- 1893: Etudes d'art. Le Salon de 1852. La Peinture à l'exposition de 1855. Ed. ilustrada de aquarelas e águas-fortes por Edmond e Jules
- 1894: L'Italie d'hier. Notes de voyages (1855-1856)

## Obras escritas entre 1875 e 1896 sem a colaboração do seu irmão Jules
- 1875: Catalogue raisonné de l'œuvre peint, dessiné et gravé d'A. Watteau
- 1876: Catalogue raisonné de l'œuvre peint, dessiné et gravé de P.-P. Prud'hon
- 1877: La Fille Élisa Montagem pela companhia de teatro de André Antoine]
- 1879: Les Frères Zemganno
- 1881: La Maison d'un artiste, 2 volumes
- 1882: La Faustin
- 1882: La Saint-Huberty, d'après sa correspondance et ses papiers de famille
- 1884: Chérie]
- 1888: Germinie Lacerteux, peça em dez quadros, com prólogo e epílogo
- 1890: Journal des Goncourt, Mémoires de la vie littéraire. Quarto volume. (26 juin) (1870-1871)
- 1890: Mademoiselle Clairon, d'après ses correspondances et les rapports de police du temps
- 1891: Journal des Goncourt, Mémoires de la vie littéraire. Quinto volume. (1872-1877)
- 1891: Outamaro, le peintre des maisons vertes
- 1892: [Journal des Goncourt, Mémoires de la vie littéraire. Sexto volume. (1878-1886)
- 1893: À bas le progrès !, bouffonnerie satirique
- 1893: La Guimard, d'après les registres des Menus Plaisirs, de la bibliothèque de l'Opéra, etc., etc.
- 1894: Journal des Goncourt, Mémoires de la vie littéraire. Sétimo volume. (1887-1888)
- 1895: Journal des Goncourt, Mémoires de la vie littéraire. Oitavo volume. (1889-1891)
- 1896: Journal des Goncourt, Mémoires de la vie littéraire. Nono volume. (1892-30 de Dezembro de 1895)
- 1896: Hokousaï, L'Art japonais du XVIIIème siècle
- 1896: Manette Salomon, peça em nove quadros, precedida de um prólogo